# بجاک‌کوی (کوزان)
بجاک‌کوی (به ترکی استانبولی: Bucakköy) یک منطقهٔ مسکونی در ترکیه است که در قوزان (ترکیه) واقع شده‌است.